# Acalmanocaos
Acalmanocaos, estilizado como ACALMANOCAOS, é o terceiro álbum de estúdio do grupo de rock gaúcho Tanlan, distribuído pela gravadora Sony Music Brasil e lançado em dezembro de 2016.
Produzido pela própria banda, o disco foi produzido entre os anos de 2014 e 2016 e traz canções inéditas. O projeto marca a volta definitiva do guitarrista e tecladista Beto Reinke e traz a participação do rapper Kivitz na música "Sobre o Ódio e a Razão".[carece de fontes?]
Anteriormente ao disco, o grupo lançou dois singles. O primeiro foi "A Maior Aventura", disponível em setembro de 2015 e regravado com novos arranjos para o disco, enquanto o segundo, "O Que Vai Ficar", foi liberado em março de 2016 e foi utilizado com a mesma gravação no álbum.
| Críticas profissionais | Críticas profissionais |
| Avaliações da crítica  | Avaliações da crítica  |
| Fonte                  | Avaliação              |
| ---------------------- | ---------------------- |
| Super Gospel           | [ 4 ]                  |
| Apenas Música          | 70/100                 |

## Faixas
| N.º            | Título                                  | Compositor(es)                          | Duração |  |
| 1.             | "Eles Dizem"                            | Fábio Sampaio                           | 4:32    |  |
| 2.             | "A Maior Aventura"                      | Fábio Sampaio e Beto Reinke             | 5:07    |  |
| 3.             | "Sobre o Ódio e a Razão" (part. Kivitz) | Fábio Sampaio, Fernando Garros e Kivitz | 4:10    |  |
| 4.             | "Do Início ao Fim"                      | Fábio Sampaio                           | 3:21    |  |
| 5.             | "Epifania"                              | Fábio Sampaio                           | 5:26    |  |
| 6.             | "O que eu Revelo"                       | Fábio Sampaio                           | 5:00    |  |
| 7.             | "O Que Vai Ficar"                       | Fábio Sampaio                           | 4:41    |  |
| 8.             | "17"                                    | Fábio Sampaio                           | 5:14    |  |
| 9.             | "Me Conjugou"                           | Fábio Sampaio                           | 3:56    |  |
| 10.            | "Mais que um Palpite"                   | Fábio Sampaio                           | 5:04    |  |
| 11.            | "Sempre Está"                           | Beto Reinke                             | 3:33    |  |
| Duração total: | Duração total:                          | Duração total:                          | 50:03   |  |

## Ficha técnica
Banda
- Fábio Sampaio - vocais, teclado, loops e programações
- Beto Reinke - guitarra, teclado
- Tiago Garros - baixo
- Fernando Garros - bateria